# BMW・XM
XM（G09）は、BMWがMブランドで販売する高級クロスオーバーSUVである。

## 概要
2021年11月にフロリダで開催されたアート・バーゼル・マイアミにて「コンセプトXM」が公開された。量産モデルは2022年10月に発表され、同年12月からサウスカロライナ州のスパータンバーグ工場で量産が開始された。日本市場では2023年1月より販売開始。
XMは1978年に発売されたM1以来のMブランド専用モデルで、Mシリーズ初のPHEVモデルとなる。開発段階ではX7ベースのSUVクーペとして企画されたが、大型高級SUV市場のニーズを検討した結果、Mブランドでの販売が決定したという。
エクステリアはXM専用のデザインで、フロントのキドニーグリルにはゴールドカラーの縁取りとコンターライトが備わる。直線的なリヤテールライトやリヤウインドウの左右の隅に刻まれたBMWのロゴなど、歴代のMモデルをオマージュしたデザインが随所に採用された。
インテリアにはデジタルメーターとセンターディスプレイを1枚のガラスパネルで一体化したBMWカーブド・ディスプレイが備わり、ヘッドアップディスプレイと併せてM専用グラフィックとなる。後席は「Mラウンジコンセプト」のデザインを取り入れ、ダイヤモンド状のステッチやアルカンターラの大型クッションなどで構成される。また立体的なプリズム構造のルーフに間接照明と直接照明を組み合わせた「プリズムルーフライニング」もXM独自のデザインである。

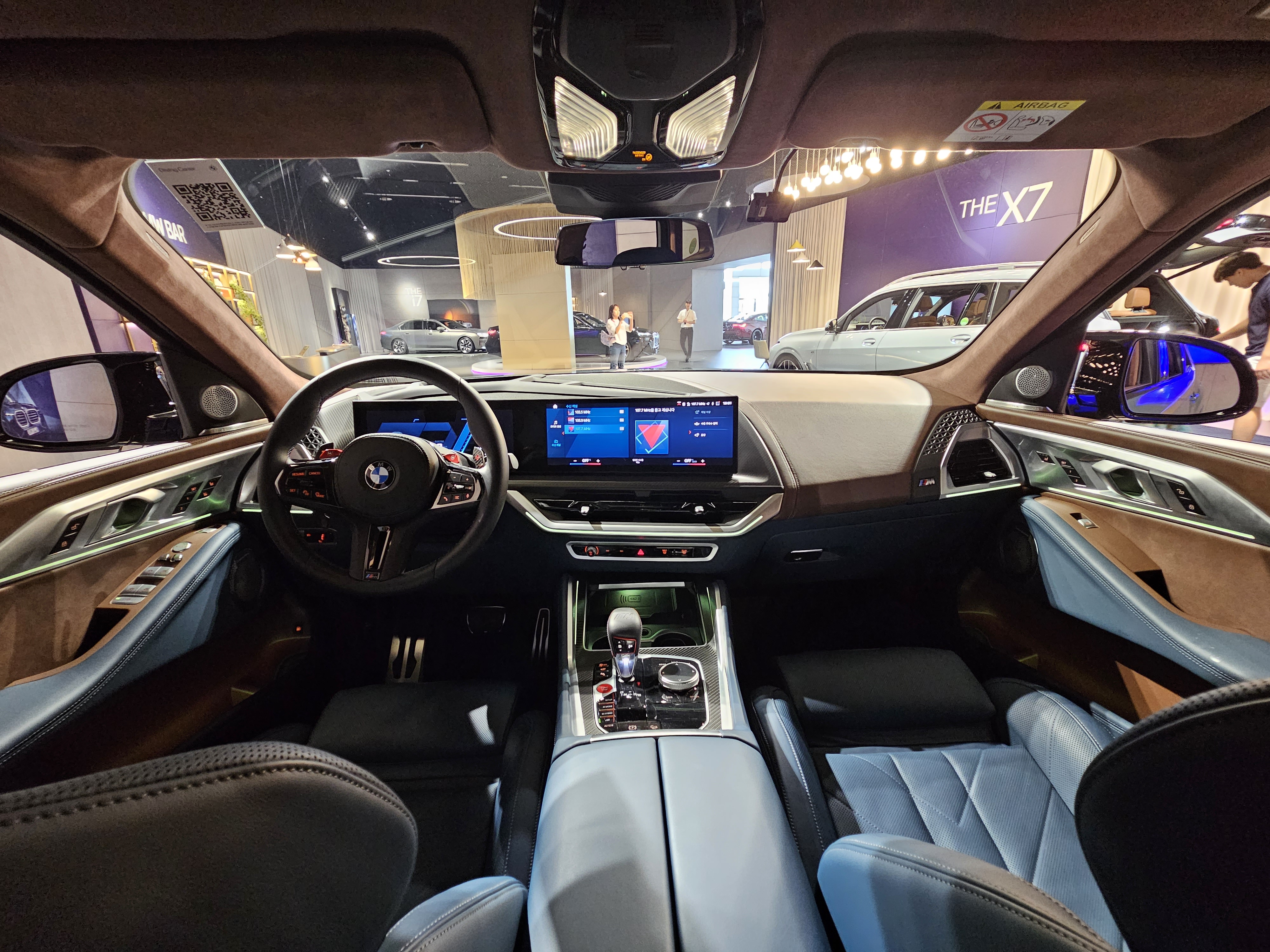
コックピット
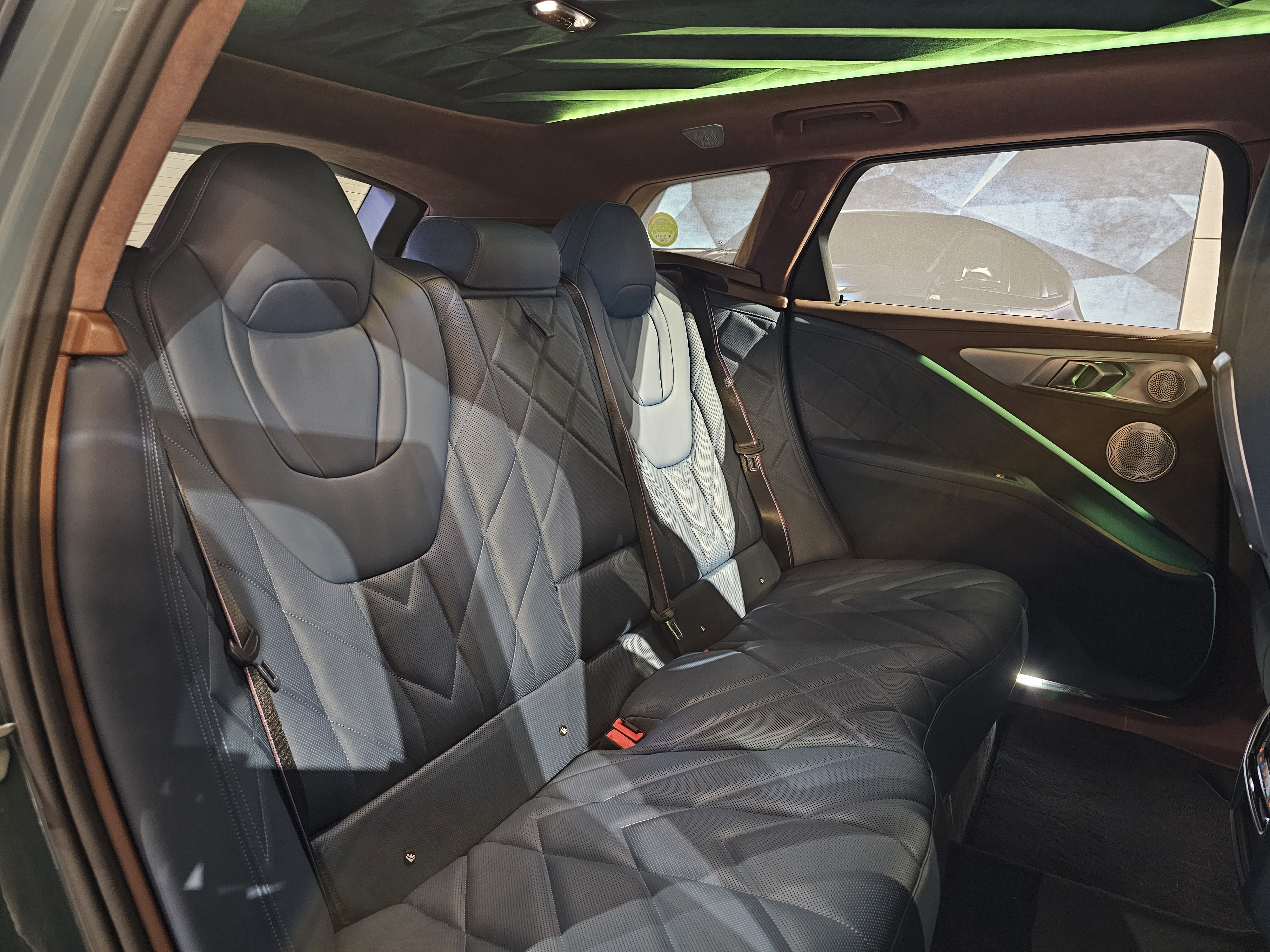
後席
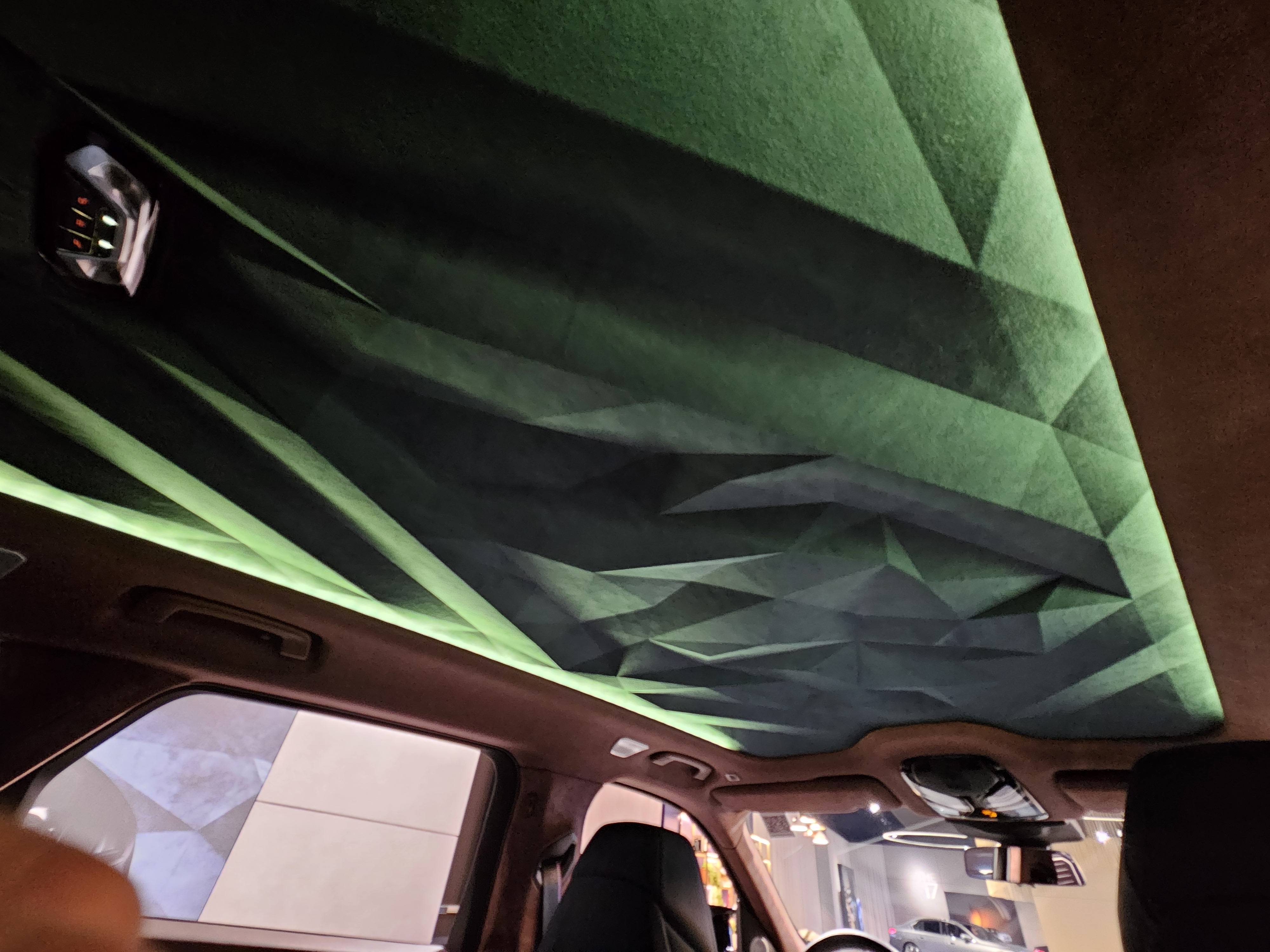
プリズムルーフライニング

## エンジン

### ベースグレード
ベースグレードには489PS/650Nmを発生する4.4LのS68型V8ツインターボエンジンがフロントに縦置きで搭載される。またZF製の8速AT（Mステップトロニック）に統合された197PS/280Nmの交流同期モータが組み込まれ、システム全体で653PS/800Nmを発生する。これはEVと後述するレーベル・レッドを除くと過去のBMWのモデル中では最高となる。
0-100km/h加速は4.3秒で、サーキット走行を想定して最高速度を270km/hまで高める「Mドライバーズパッケージ」を標準装備する。また29.5kWhのリチウムイオンバッテリーを搭載し、約90kmのEV走行が可能である。

### XM 50e
2023年4月には入門グレードである50eが発表された。50eにはM760eと共通のB58型3.0L直6エンジンが搭載され、ベースグレードと同出力のモータが組み込まれる。システム全体で476PS/700Nmの出力を発生し、0-100km/h加速は5.1秒。

### レーベル・レッド
2023年4月にはハイパフォーマンスモデルの「レーベル・レッド」の受注が開始され、全世界500台限定で販売される。エンジン出力は585PS/750Nmに向上されたことでシステム全体の出力が748PS/1,000Nmとなり、公道走行可能なMモデルの中では最高の出力となる。0-100km/h加速は3.8秒に短縮され、オプションのMドライバーズパッケージ適用時に最高速度は290km/hまで達する。